# Niels Christian Frederiksen
Niels Christian Frederiksen, född 23 maj 1840, död 4 november 1905, var en dansk nationalekonom och affärsman.
Som nationalekonom väckte Frederiksen tidigt uppmärksamhet och blev redan 1867 professor. Hans vetenskapliga gärning blev dock av mindre betydelse och bestod främst av att han spred kunskap om den klassiska liberalismens läror. Huvudparten av sina krafter ägnade Frederiksen åt en omfattande affärsrörelse, som bland annat fick honom att inköpa stora jordområden i Skåne och Småland. Han var vidare an av Landmandsbankens grundare. I samband med krisen 1875 drabbades Frederiksen av så stora ekonomiska svårigheter, att hans affärsverksamhet slogs i spillror, och de som investerat i hans företag drabbades av stora förluster. 1877 lämnade Frederiksen såväl sin professur som sin riksdagsplats, vilken han innehaft sedan 1866, och emigrerade till USA, där han bodde fram till 1902.